# Mycetophila riparia
Mycetophila riparia är en tvåvingeart som beskrevs av Chandler 1993. Mycetophila riparia ingår i släktet Mycetophila och familjen svampmyggor.
Artens utbredningsområde är Alaska. Inga underarter finns listade i Catalogue of Life.